# Гоголь. Ближайший
«Гоголь. Ближайший» — российский кинофильм 2009 года режиссёра Натальи Бондарчук, посвящённый Николаю Васильевичу Гоголю. Фильм направлен на раскрытие духовных исканий Гоголя, повествует о последних днях жизни писателя с ретроспективой в его прошлое.

## В ролях
- Евгений Редько — Николай Васильевич Гоголь
- Анастасия Заворотнюк — Александра Смирнова-Россет
- Мария Бурляева — Анна Михайловна Виельгорская
- Николай Бурляев — граф Александр Петрович Толстой
- Инга Шатова — графиня Анна Егоровна Толстая
- Елена Аминова — графиня Луиза Карловна Виельгорская
- Валентина Теличкина — Мария Ивановна Гоголь-Яновская, мать Николая Гоголя
- Алексей Богданович — Александр Данилевский
- Радмила Щёголева — Ульяна
- Софья Хилькова — Машенька
- Анна Левченко — Маруся
- Игорь Днестрянский — Николай Киселёв
- Иван Мурадханов — граф Апраксин
- Егор Новокшонов — Николай Смирнов
- Леонид Мозговой — Алексей Терентьевич Тарасенков
- Михаил Присмотров-Белов — Константин Аксаков
- Юрий Нифонтов — отец Матвей
- Виктор Цымбал — Макарий Оптинский

В фильме использованы отрывки из предыдущей полнометражной картины Натальи Бондарчук — «Пушкин. Последняя дуэль». В роли Александра Сергеевича Пушкина — Сергей Безруков.

## Съёмочная группа
- Режиссёр-постановщик: Наталья Бондарчук
- Авторы сценария: Наталья Бондарчук
- Главный оператор: Мария Соловьёва
- Композитор: Иван Бурляев

## Мнения создателей и исполнителей
По жанру фильм близок к мистической драме. Новизна взгляда на биографию писателя в наше время выражается в том, что она рассматривается сквозь призму религиозного миросозерцания писателя, что было бы совершенно невозможно в атеистическое советское время. Гоголь был православным христианином, и фильм направлен на раскрытие его духовных исканий. Снимали в Сорочинцах, в Гоголеве, где дом Николая Васильевича. Были у нас планы снимать в Италии, во Франции — мы были там на выборе натуры, но снимали в павильоне.Наталья Бондарчук
Фильм начинается с рассказа о реальном факте из биографии Гоголя: как его облик попал на знаменитое полотно «Явление Христа народу». Художник Александр Иванов не просто «использовал» оригинальное лицо Николая Васильевича, но и сделал его едва ли не главным персонажем своей поразительной картины. Иванов намеренно выбрал особое место на картине для своего друга: единственный в толпе странник испытывает мучительный страх и переживание своей греховности при известии о появлении Мессии. За странником, в чьём облике угадывались черты Гоголя, закрепилось название — Ближайший ко Христу». Отсюда и название фильма — «Гоголь. Ближайший».Наталья Бондарчук
Режиссёр Наталья Сергеевна сказала, что роль специально для меня. Россет — необыкновенная женщина XIX века, она была умна и очень остроумна. У неё были семья, дети, что не исключало большого количества романов. Пушкин был в неё влюблён, и она его очень любила. Была влюблена в Гоголя и надеялась на взаимность, но… они пережили этот момент. Гоголь — неоднозначная фигура, так что они пришли к тому, что стали духовными братом и сестрой. Люди, которые любили её, которых любила она, — это такие величины в русской истории. Настолько у неё была развита интуиция, что она чувствовала гениев, выискивала их своими огромными глазами!Анастасия Заворотнюк

## Призы и награды
- Приз в номинации «Игровое кино» на Международном благотворительном кинофестивале «Лучезарный ангел» в Москве (Наталья Бондарчук).
- Приз оргкомитета на V Севастопольском международном кинофестивале (Наталья Бондарчук).
- ХIХ Международный кинофестиваль славянских и православных народов «Золотой Витязь»:
  - Приз «Золотой Витязь» (Наталья Бондарчук).
  - Диплом за лучшую женскую роль второго плана (Мария Васильева (Бурляева)).
  - Диплом за лучшую операторскую работу (Мария Соловьева).